# U-1132
Unterseeboot 1132 foi um submarino alemão do Tipo VIIC, pertencente a Kriegsmarine que atuou durante a Segunda Guerra Mundial.

## Comandantes
| Comandante              | Data                                    |
| ----------------------- | --------------------------------------- |
| Oblt. Walter-Bruno Koch | 24 de junho de 1944 - 4 de maio de 1945 |

## Subordinação
Durante o seu tempo de serviço, esteve subordinado às seguintes flotilhas:
| Período                                     | Flotilha                                 |
| ------------------------------------------- | ---------------------------------------- |
| 24 de junho de 1944 - 31 de janeiro de 1945 | 5. Unterseebootsflottille (treinamento)  |
| 1 de fevereiro de 1945 - 4 de maio de 1945  | 31. Unterseebootsflottille (treinamento) |